# Lipovec (Martin)
Lipovec (ungarisch Lamosfalva – bis 1907 Lipóc) ist eine Gemeinde im Norden der Slowakei mit 912 Einwohnern (Stand 31. Dezember 2024), die zum Okres Martin, einem Teil des Žilinský kraj, gehört und zur traditionellen Landschaft Turz gezählt wird.

## Geographie

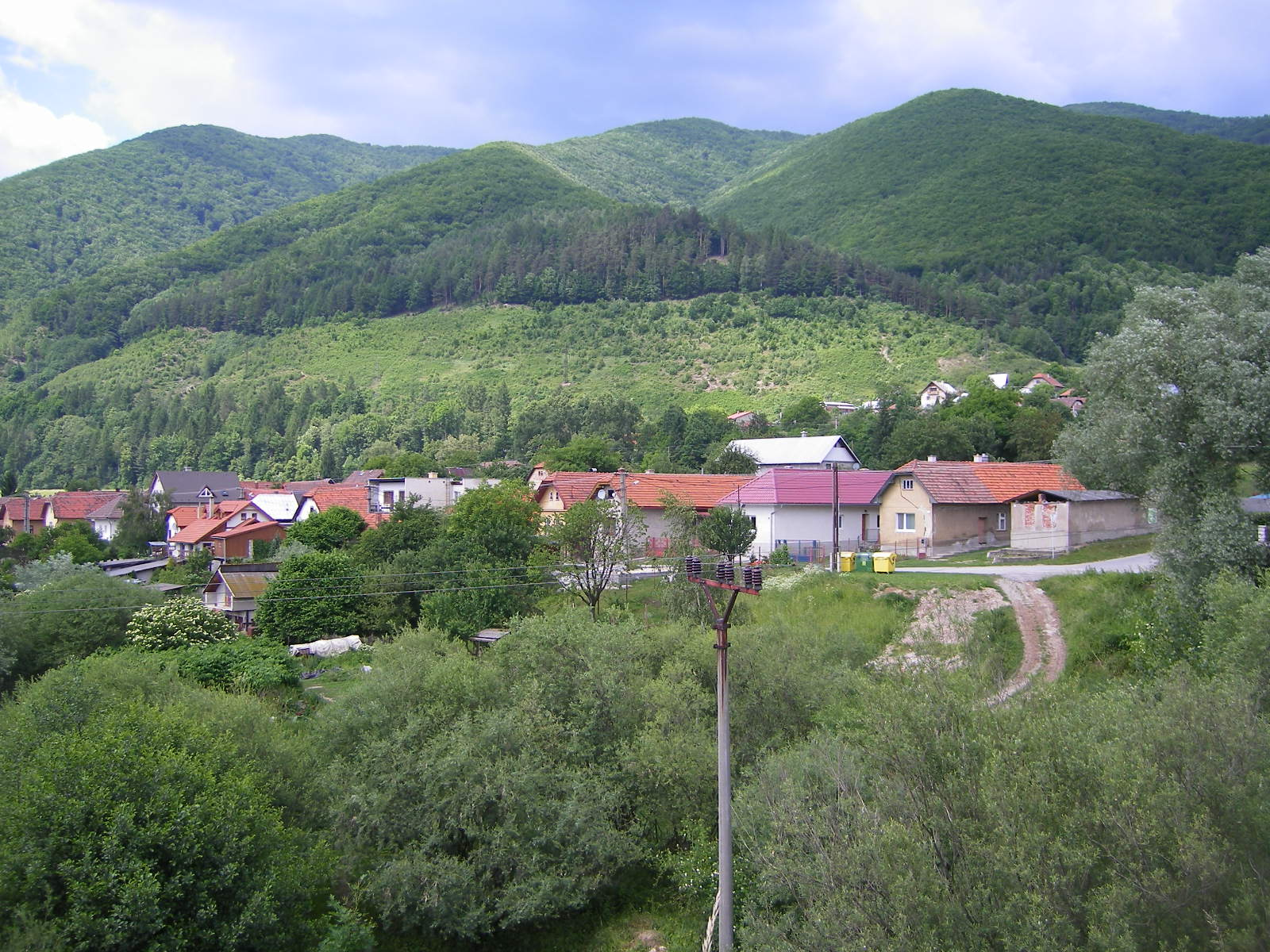
Blick auf Lipovec mit der Kleinen Fatra im Hintergrund

Die Gemeinde befindet sich im Nordwestteil des Talkessels Turčianska kotlina rechts der Waag, am Fuße des Teilgebirges Krivánska Malá Fatra. Quer durch die Ortschaft verläuft ein Seitenkanal der Waag, der Krpeliansky kanál. Das Ortszentrum liegt auf einer Höhe von 380 m n.m. und ist dreieinhalb Kilometer von Vrútky sowie 10 Kilometer von Martin entfernt.
Nachbargemeinden sind Nezbudská Lúčka im Norden, Turčianske Kľačany im Osten, Vrútky im Süden und Westen sowie kurz Strečno im Nordwesten.

## Geschichte

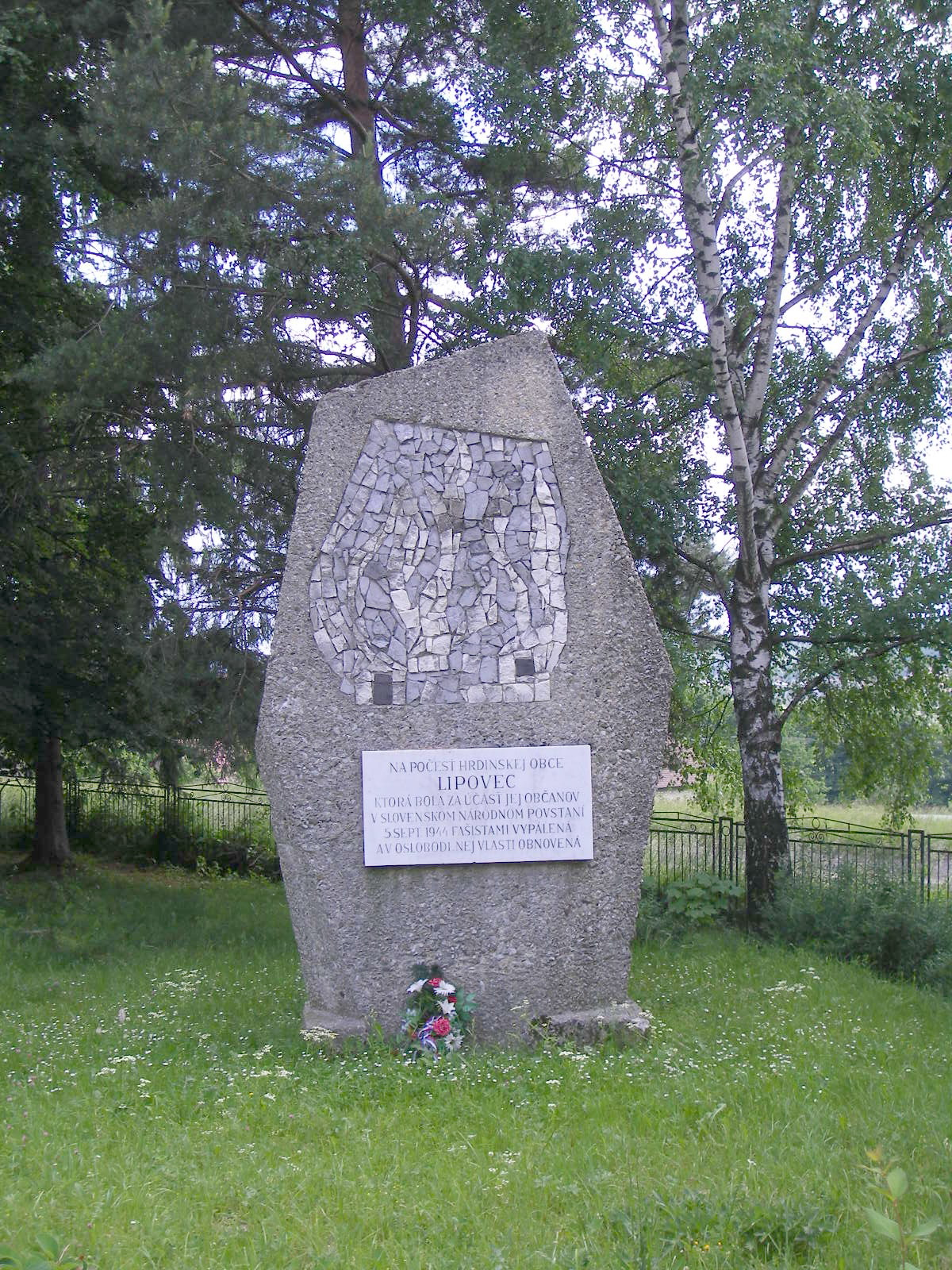
Kriegsdenkmal in Erinnerung an Gefechte des Slowakischen Nationalaufstandes

Lipovec wurde zum ersten Mal 1378 schriftlich erwähnt und erhielt seinen Namen nach den damals reichlich wachsenden Lindenbäumen. Damals war das Leben durch einen Erbrichter nach deutschem Recht organisiert, dessen Amt ein Silleiner Bürger namens Wylus innehatte. 1439 kam der Besitz zur Familie Lamos, die ihn bis zum 19. Jahrhundert behielt, allerdings Streitigkeiten führte mit anderen Besitzern wie den Edelmännern von Vrútky, dem Geschlecht Révay und den Herrschern von Burgen Strečno und Starhrad. 1828 zählte man 30 Häuser und 152 Einwohner, die vorwiegend als Landwirte beschäftigt waren.
Bis 1918 gehörte der im Komitat Turz liegende Ort zum Königreich Ungarn, kam danach zur Tschechoslowakei beziehungsweise heute Slowakei. Nach den Gefechten um das Durchbruchstal von Strečno als Teil des Slowakischen Nationalaufstandes wurden am 5. September 1944 etwa drei Viertel des Ortes durch die Wehrmacht in Brand gesetzt.

## Bevölkerung
| Jahr                | 1994 | 2004     | 2014     | 2024    |
| ------------------- | ---- | -------- | -------- | ------- |
| Anzahl der Personen | 672  | 844      | 948      | 912     |
| Unterschied         |      | +25,59 % | +12,32 % | −3,79 % |

| Jahr                | 2023 | 2024    |
| ------------------- | ---- | ------- |
| Anzahl der Personen | 921  | 912     |
| Unterschied         |      | −0,97 % |

Nach der Volkszählung 2011 wohnten in Lipovec 932 Einwohner, davon 866 Slowaken, 13 Tschechen, jeweils drei Mährer und Polen sowie jeweils ein Magyare und Russe. Ein Einwohner gab eine andere Ethnie an und 42 Einwohner machten keine Angabe zur Ethnie.
324 Einwohner bekannten sich zur römisch-katholischen Kirche, 215 Einwohner zur Evangelischen Kirche A. B., sechs Einwohner zu den Siebenten-Tags-Adventisten, fünf Einwohner zur Pfingstbewegung, vier Einwohner zu den Zeugen Jehovas, zwei Einwohner zur evangelisch-methodistischen Kirche sowie jeweils ein Einwohner zur Bahai-Religion, zur griechisch-katholischen Kirche, zur orthodoxen Kirche und zur tschechoslowakischen hussitischen Kirche; fünf Einwohner bekannten sich zu einer anderen Konfession. 264 Einwohner waren konfessionslos und bei 103 Einwohnern wurde die Konfession nicht ermittelt.